# Cupra Maritima
Cupra Maritima var en av picenernas städer under antiken och resterna av den ligger i kommunen Cupra Marittima vid Adriatiska havet nära Ancona. Staden byggdes nära den sabinska fruktbarhetsgudinnan Cupras tempel som Hadrianus lät restaurera  127 e.Kr. 
Cupra Maritima var ett viktigt centrum för handeln mellan bland annat etrusker och greker. År 268 f.Kr. erövrades Cupra Maritima och dess invånare romansierades. Det finns lämningar efter det antika Cupra Maritima, bland annat tempel och triumfbåge, men det mesta har plundrats och förstörts. 
Det finns tecken på att kristendomen fått fäste i Cupra Maritima från femhundratalet e.Kr., och då i synnerhet genom kulten av den heliga martyren Basso. Under medeltiden flyttade det romerska samhället upp på en näraliggande kulle, dagens Cupra Alta, och bytte namn till Marano som var namnet fram till 1863. Marano hade stadsmurar vilka var väsentliga för att klara av angrepp. Trots stadsmuren var angreppen så svåra att delar av befolkningen flydde till inlandet och därigenom grundades bland andra  Ripatransone och Massignano.